# Рифовый (остров)

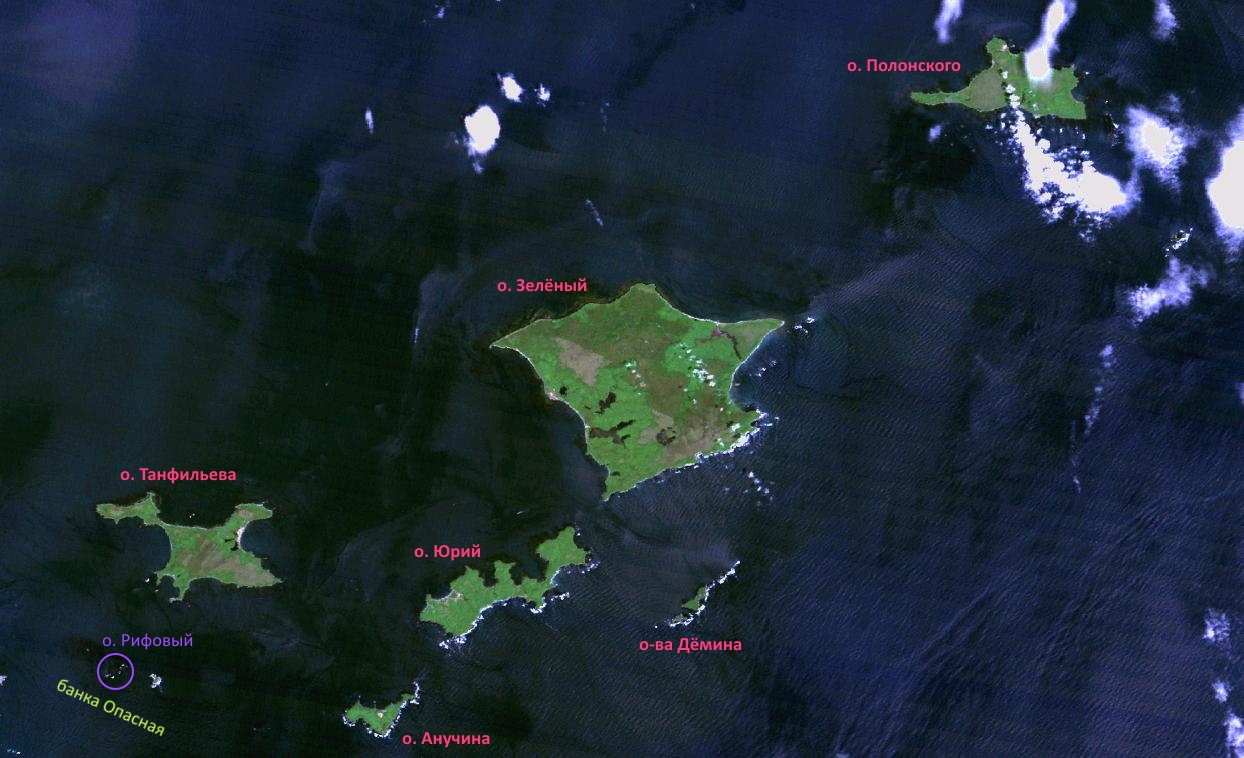
Остров Рифовый и окружающие его рифы на спутниковом снимке западной части Малой курильской гряды

Ри́фовый (яп. オドケ島 одоке-сима) — маленький островок в Советском проливе Тихого океана в составе Малой Курильской гряды. Необитаем.

## География
Расположен в акватории Советского пролива в 4 км к юго-западу от острова Танфильева на банке Опасной между островами Сигнальным (что в 1,5 км северо-западнее от Рифового) и Сторожевым (что в 1,3 км юго-восточнее Рифового), в средней части частично осыхающего рифа.
Высота 3,8 м.

## История
До 1855 года вместе с прочими островами Малой Курильской гряды находился в неопределённом статусе. После заключения Симодского договора подпал под японскую юрисдикцию.
С 5 ноября 1897 года остров со всеми своими промысловыми угодьями считался частью села Хабомаи в составе уезда (гуна) Ханасаки (который охватывал всю Малую Курильскую гряду и часть полуострова Немуро на острове Хоккайдо), который входил в губернаторство Хоккайдо, провинцию Немуро.
Остров был включён в состав СССР по итогам Второй Мировой войны вместе со всеми Курильскими островами.
2 февраля 1946 года включён в состав Южно-Сахалинской области.
2 января 1947 года включён в состав Сахалинской области РСФСР.

### Проблема принадлежности
Согласно федеративному устройству России входит в Сахалинскую область в составе Южно-Курильского района в рамках административно-территориального устройства области и в составе Южно-Курильского городского округа в рамках муниципального устройства в области. 
Является объектом территориальных претензий со стороны Японии, которая включает его в состав субпрефектуры Немуро префектуры Хоккайдо. С точки зрения Японии входит в группу островов Хабомаи, которые считаются продолжением береговой линии японского острова Хоккайдо и не рассматриваются как часть Курильских островов.
В 2004 году Россия как государство-правопреемник СССР, в соответствии с заявлением своего министра иностранных дел С. В. Лаврова, признала существование Советско-японской декларации 1956 года, включавшей пункт о готовности передать Японии остров Шикотан и группу Хабомаи, и подтвердила готовность вести на её основе территориальных переговоров с Японией.
3 сентября 2022 года Россия отменила упрощённый режим посещения островов Малой Курильской гряды для граждан Японии.